# Tennistoernooi van Auckland 2024
Het tennistoernooi van Auckland van 2024 werd van 1 tot en met 13 januari 2024 gespeeld op de hardcourtbanen van het ASB Tennis Centre in de Nieuw-Zeelandse stad Auckland. De officiële naam van het toernooi was ASB Classic.
Het toernooi bestond uit twee delen:
- WTA-toernooi van Auckland 2024, het toernooi voor de vrouwen (1–7 januari)
- ATP-toernooi van Auckland 2024, het toernooi voor de mannen (8–13 januari)

## Toernooikalender
| WTA               | januari 2024 | januari 2024 | januari 2024 | januari 2024 | januari 2024 | januari 2024 | januari 2024 | januari 2024 |
| WTA               | maa 1        | din 2        | woe 3        | woe 3        | don 4        | vrĳ 5        | zat 6        | zon 7        |
| ----------------- | ------------ | ------------ | ------------ | ------------ | ------------ | ------------ | ------------ | ------------ |
| vrouwenenkelspel  | 1e ronde     | 1e ronde     | 2e ronde     | 2e ronde     | 2e ronde     | kwartfinale  | halve finale | finale       |
| vrouwendubbelspel | 1e ronde     | 1e ronde     | 1e ronde     | 2e ronde     | 2e ronde     | halve finale | halve finale | finale       |

| ATP              | januari 2024 | januari 2024 | januari 2024 | januari 2024 | januari 2024 | januari 2024 | januari 2024 |
| ATP              | maa 8        | din 9        | woe 10       | woe 10       | don 11       | vrĳ 12       | zat 13       |
| ---------------- | ------------ | ------------ | ------------ | ------------ | ------------ | ------------ | ------------ |
| mannenenkelspel  | 1e ronde     | 1e ronde     | 2e ronde     | 2e ronde     | kwartfinale  | halve finale | finale       |
| mannendubbelspel | 1e ronde     | 1e ronde     | 1e ronde     | 2e ronde     | 2e ronde     | halve finale | finale       |

ATP-toernooi van Auckland‎ – WTA-toernooi van Auckland

2016 · 
2017 · 
2018 · 
2019 · 
2020 · 2021 · 2022 · 
2023 · 
2024 · 
2025